# Akira Inaba
Akira Inaba (稲葉 陽, Inaba Akira) (né le 8 août 1988 à Nishinomiya) est un joueur professionnel japonais de shōgi.

## Biographie
Akira Inaba a atteint le statut de professionnel en avril 2008.

## Palmarès

### Titres majeurs
Akira Inaba a participé une seule fois à une finale de titre majeur, en affrontant en 2017 Amahiko Sato pour obtenir le titre de Meijin. Il est ainsi le huitième joueur de l'histoire à accéder à remporter la classe A du Meijin dès sa première participation. Sato l'emporte cependant sur Inaba par quatre victoires à deux.

### Titres mineurs
Inaba a remporté le Ginga-sen en 2013.
Il a été finaliste de la coupe NHK 2017-2018 et vainqueur de la coupe NHK 2020-2021.

### Classement annuel des gains en tournoi
Inaba a figuré une fois dans le Top 10 du classement annuel des joueurs de shogi remportant le plus de gains (ja).
| Année | Montant gagné | Rang |
| ----- | ------------- | ---- |
| 2017  | 28 010 000 ¥  | 6e   |